# Marele Premiu al Belgiei din 2019
Marele Premiu al Belgiei din 2019 (cunoscut oficial ca Formula 1 Johnnie Walker Belgian Grand Prix 2019) a fost o cursă auto de Formula 1 ce s-a desfășurat pe 1 septembrie 2019 pe Circuitul Spa-Francorchamps din Stavelot, Belgia. Cursa a fost cea de-a treisprezecea etapă a Campionatului Mondial de Formula 1 din 2019, fiind pentru a cincizeci și doua oară când s-a desfășurat o etapă de Formula 1 în Belgia.
Cursa a marcat prima victorie a echipei Ferrari din acest sezon, prin pilotul monegasc Charles Leclerc.

## Pneuri

### Pneurile programate de Pirelli pentru cursă
| Numele compusului | Culoare | Culoare | Condițiile meteo | Aderență | Durabilitate |
| ----------------- | ------- | ------- | ---------------- | -------- | ------------ |
| Dur C1            | H       |         | Uscat            | Mică     | Mare         |
| Mediu C2          | M       |         | Uscat            | Medie    | Medie        |
| Moale C3          | S       |         | Uscat            | Mare     | Mică         |
| Intermediar       | I       |         | Ploaie ușoară    |          |              |
| Ploaie            | W       |         | Ploaie           |          |              |

### Cele mai folosite pneuri
| Numele compusului | Culoare | Culoare | Numărul de tururi | Condițiile meteo |
| ----------------- | ------- | ------- | ----------------- | ---------------- |
| Mediu C2          | M       |         | 42 (Ricciardo)    | Uscat            |
| Moale C3          | S       |         | 28 (Stroll)       | Uscat            |

## Calificări
Calificările au avut loc pe 30 august 2019, începând cu ora locală 15:00 (UTC+2), ora 16:00 EEST.
| Poz.                  | Nr. | Pilot              | Constructor               | Timpi calificări | Timpi calificări | Timpi calificări | Grila finală |
| Poz.                  | Nr. | Pilot              | Constructor               | Q1               | Q2               | Q3               | Grila finală |
| --------------------- | --- | ------------------ | ------------------------- | ---------------- | ---------------- | ---------------- | ------------ |
| 1                     | 16  | Charles Leclerc    | Ferrari                   | 1:43,587         | 1:42,938         | 1:42,519         | 1            |
| 2                     | 5   | Sebastian Vettel   | Ferrari                   | 1:44,109         | 1:43,037         | 1:43,267         | 2            |
| 3                     | 44  | Lewis Hamilton     | Mercedes                  | 1:45,260         | 1:43,592         | 1:43,282         | 3            |
| 4                     | 77  | Valtteri Bottas    | Mercedes                  | 1:45,141         | 1:43,980         | 1:43,415         | 4            |
| 5                     | 33  | Max Verstappen     | Red Bull Racing-Honda     | 1:44,622         | 1:44,132         | 1:43,690         | 5            |
| 6                     | 3   | Daniel Ricciardo   | Renault                   | 1:45,560         | 1:44,103         | 1:44,257         | 10           |
| 7                     | 27  | Nico Hülkenberg    | Renault                   | 1:45,899         | 1:44,549         | 1:44,542         | 12           |
| 8                     | 7   | Kimi Räikkönen     | Alfa Romeo Racing-Ferrari | 1:45,842         | 1:44,140         | 1:44,557         | 6            |
| 9                     | 11  | Sergio Pérez       | Racing Point-BWT Mercedes | 1:45,732         | 1:44,707         | 1:44,706         | 7            |
| 10                    | 20  | Kevin Magnussen    | Haas-Ferrari              | 1:45,839         | 1:44,738         | 1:45,086         | 8            |
| 11                    | 8   | Romain Grosjean    | Haas-Ferrari              | 1:45,694         | 1:44,797         | N/A              | 9            |
| 12                    | 4   | Lando Norris       | McLaren-Renault           | 1:46,154         | 1:44,847         | N/A              | 11           |
| 13                    | 18  | Lance Stroll       | Racing Point-BWT Mercedes | 1:46,000         | 1:45,047         | N/A              | 16           |
| 14                    | 23  | Alexander Albon    | Red Bull Racing-Honda     | 1:45,528         | 1:45,799         | N/A              | 17           |
| 15                    | 99  | Antonio Giovinazzi | Alfa Romeo Racing-Ferrari | 1:45,637         | Fără timp        | N/A              | 18           |
| 16                    | 10  | Pierre Gasly       | Scuderia Toro Rosso-Honda | 1:46,435         | N/A              | N/A              | 13           |
| 17                    | 55  | Carlos Sainz Jr.   | McLaren-Renault           | 1:46,507         | N/A              | N/A              | 15           |
| 18                    | 26  | Daniil Kveat       | Scuderia Toro Rosso-Honda | 1:46,518         | N/A              | N/A              | 19           |
| 19                    | 63  | George Russell     | Williams-Mercedes         | 1:47,548         | N/A              | N/A              | 14           |
| Regula 107%: 1:50,838 |     |                    |                           |                  |                  |                  |              |
| —                     | 118 | Robert Kubica      | Williams-Mercedes         | Fără timp        | N/A              | N/A              | 20           |
| Sursa:                |     |                    |                           |                  |                  |                  |              |

Note
- ^1 – Hülkenberg și Ricciardo au primit fiecare câte o penalizare de cinci locuri pe grila de start pentru folosirea elementelor adiționale de Power Unit, Sainz 15 locuri.
- ^2 – Stroll, Albon, Kveat și Giovinazzi trebuie să plece de pe ultima poziție de pe grila de start pentru schimbarea elementelor de Power Unit.
- ^3 - Kveat, Giovinazzi și Kubica au primit fiecare câte o penalizare de cinci locuri pe grila de start pentru schimbarea neanunțată a cutiei de viteze.
- ^4 - Kubica concurează la discreția comisariilor de cursă după ce nu au stabilit timpul de calificare, și trebuie să pornească de la linia boxelor pentru efectuarea modificărilor la mașină sub restricția Parc Ferme.

## Cursa
Cursa a avut loc pe 1 septembrie 2019, începând cu ora locală 15:00 (UTC+2), ora 16:00 EEST, și a durat 56 de tururi.
| Poz.                                             | Nr. | Pilot              | Constructor               | Tururi | Timp/Retras      | Puncte |
| ------------------------------------------------ | --- | ------------------ | ------------------------- | ------ | ---------------- | ------ |
| 1                                                | 16  | Charles Leclerc    | Ferrari                   | 44     | 1:23:45.710      | 25     |
| 2                                                | 44  | Lewis Hamilton     | Mercedes                  | 44     | +0.981s          | 18     |
| 3                                                | 77  | Valtteri Bottas    | Mercedes                  | 44     | +12.585s         | 15     |
| 4                                                | 5   | Sebastian Vettel   | Ferrari                   | 44     | +26.422s         | 12+1   |
| 5                                                | 23  | Alexander Albon    | Red Bull Racing-Honda     | 44     | +81.325s         | 10     |
| 6                                                | 11  | Sergio Pérez       | Racing Point-BWT Mercedes | 44     | +84.448s         | 8      |
| 7                                                | 26  | Daniil Kveat       | Scuderia Toro Rosso-Honda | 44     | +89.657s         | 6      |
| 8                                                | 27  | Nico Hülkenberg    | Renault                   | 44     | +106.639s        | 4      |
| 9                                                | 10  | Pierre Gasly       | Scuderia Toro Rosso-Honda | 44     | +109.168s        | 2      |
| 10                                               | 18  | Lance Stroll       | Racing Point-BWT Mercedes | 44     | +109.838s        | 1      |
| 11                                               | 4   | Lando Norris       | McLaren-Renault           | 43     | Defecțiune motor |        |
| 12                                               | 20  | Kevin Magnussen    | Haas-Ferrari              | 43     | +1 tur           |        |
| 13                                               | 8   | Romain Grosjean    | Haas-Ferrari              | 43     | +1 tur           |        |
| 14                                               | 3   | Daniel Ricciardo   | Renault                   | 43     | +1 tur           |        |
| 15                                               | 63  | George Russell     | Williams-Mercedes         | 43     | +1 tur           |        |
| 16                                               | 7   | Kimi Räikkönen     | Alfa Romeo Racing-Ferrari | 43     | +1 tur           |        |
| 17                                               | 88  | Robert Kubica      | Williams-Mercedes         | 43     | +1 tur           |        |
| 18                                               | 99  | Antonio Giovinazzi | Alfa Romeo Racing-Ferrari | 42     | Accident         |        |
| Ab                                               | 55  | Carlos Sainz Jr.   | McLaren-Renault           | 1      | Accident         |        |
| Ab                                               | 33  | Max Verstappen     | Red Bull Racing-Honda     | 0      | Accident         |        |
| Sebastian Vettel (Ferrari) – 1:46,409 (turul 36) |     |                    |                           |        |                  |        |
| Source:                                          |     |                    |                           |        |                  |        |

| Loc    | 1  | 2  | 3  | 4  | 5  | 6 | 7 | 8 | 9 | 10 | CMRT |
| Puncte | 25 | 18 | 15 | 12 | 10 | 8 | 6 | 4 | 2 | 1  | 1    |

Note
^5 - Norris și Giovinazzi nu au terminat cursa, însă au fost clasați deoarece au parcurs mai mult de 90% din cursă.

## Clasamentele campionatelor după cursă
|  | Poz. | Pilot            | Puncte |
|  | ---- | ---------------- | ------ |
|  | 1    | Lewis Hamilton   | 268    |
|  | 2    | Valtteri Bottas  | 203    |
|  | 3    | Max Verstappen   | 181    |
|  | 4    | Sebastian Vettel | 169    |
|  | 5    | Charles Leclerc  | 157    |

|  | Poz. | Constructor               | Puncte |
|  | ---- | ------------------------- | ------ |
|  | 1    | Mercedes                  | 471    |
|  | 2    | Ferrari                   | 326    |
|  | 3    | Red Bull Racing-Honda     | 254    |
|  | 4    | McLaren-Renault           | 82     |
|  | 5    | Scuderia Toro Rosso-Honda | 51     |

- Notă: În ambele clasamente sunt prezentate doar primele cinci locuri.